# 瘤子草
瘤子草（学名：Nelsonia canescens）为爵床科瘤子草属的植物。分布于中国大陆的云南、广西等地，生长于海拔350米至1,500米的地区，一般生长在山谷疏林以及湿润处，目前尚未由人工引种栽培。